# The Process Church of the Final Judgment
The Process Church of the Final Judgment (La Chiesa del Processo del Giudizio Finale, in italiano), comunemente conosciuta anche come the Process Church o the Process, fu un gruppo religioso fondato a Londra nel 1966. I suoi fondatori furono la coppia britannica Mary Ann MacLean e Robert de Grimston, che la divulgarono tra Regno Unito e Stati Uniti d'America durante gli anni sessanta e settanta.

## Storia
MacLean e Moor si incontrarono qualche anno prima della fondazione del nuovo culto, quando i due erano membri della Chiesa di Scientology. La coppia lasciò Scientology nel 1962, per sposarsi poi qualche anno dopo. Per l'elaborazione e lo sviluppo del nuovo culto, i due ripresero la Compulsions Analysis utilizzata dalla Chiesa di Scientology. I suoi membri vivevano inizialmente in una comune a Mayfair, prima di spostarsi a Xtul, nella penisola messicana dello Yucatán. Solo più tardi stabilirono una base operativa a New Orleans. I pubblici ministeri che indagarono sugli omicidi del 1969 di Los Angeles commessi alla Manson Family hanno suggerito l'esistenza di legami tra Charles Manson e la Process Church. Sebbene non sia mai stata fornita nessuna prova di tale connessione, le accuse danneggiarono notevolmente la reputazione della Chiesa.
Negli anni '70, il sociologo William Sims Bainbridge studiò questo gruppo, producendo un resoconto approfondito delle sue attività. MacLean e de Grimston si separarono nel 1974. De Grimston continuò le attività con un piccolo gruppo di fedeli fino al 1979. MacLean mantenne invece la fedeltà della maggioranza dei membri della Chiesa, riformando il gruppo nella Foundation Church of the Millennium e portandolo in una direzione esplicitamente cristiana. Fu poi trasformata nella Best Friends Animal Society di Kanab nello Utah.

## Definizione
Molti commentatori hanno descritto la Process Church come una religione con caratteristiche simili ad un nuovo movimento religioso. Altri commentatori hanno invece definito il fenomeno come una nuova eresia cristiana di ispirazione jungiana. In passato vi fu un dibattito acceso a proposito dell'inserimento o meno della Chiesa dei Processi nelle forme di satanismo; l'antropologo Jean La Fontaine, nel suo Satanism and Satanic Mythology (1999) fece notare che era "molto difficile stabilire se fosse o meno una organizzazione satanica", mentre il sociologo delle religioni Massimo Introvigne incluse il gruppo nel suo studio sulla religiosità satanista, precisando però che la loro dottrina non era "satanismo nel senso più comune del termine". Secondo l'autore la differenza dagli altri gruppi satanisti risiedeva nel fatto di non avere avuto origine dalla chiesa di Satana di Anton LaVey nata in California, e così era "nata da un contesto diverso rispetto ad altri gruppi satanici contemporanei".

## Citazioni e omaggi
- L'album The Process del 1995 del gruppo statunitense Skinny Puppy è ispirato a The Process Church of The Final Judgment.
- Il progetto musicale New Processean Order di Alessandro Papa trae origine dagli insegnamenti Robert DeGrimston, fondatore de The Process Church Of The Final Judgment.